# Иркинеево
Иркинеево — деревня в Богучанском районе Красноярского края России. Входит в состав Артюгинского сельсовета.

## История
Деревня Иркинеево была основана в 1689 году. По данным 1926 года в деревне имелось 122 хозяйства и проживало 716 человек (в основном — русские). Функционировала школа. В административном отношении деревня являлась центром сельсовета Богучанского района Канского округа Сибирского края.

## География
Деревня находится в северо-восточной части края, на правом берегу реки Ангара, вблизи места впадения в неё реки Иркинеева, на расстоянии приблизительно 33 километров (по прямой) к западу-северо-западу (WNW) от села Богучаны, административного центра района. Абсолютная высота — 133 метра над уровнем моря.

## Население
| 2010 |
| ---- |
| 45   |

Гендерный состав
По данным Всероссийской переписи населения 2010 года в гендерной структуре населения мужчины составляли 51,1 %, женщины — соответственно 48,9 %.
Национальный состав
Согласно результатам переписи 2002 года, в национальной структуре населения русские составляли 92 % из 99 чел.

## Инфраструктура
В деревне функционирует сельский клуб.

## Улицы
Уличная сеть деревни состоит из 3 улиц и 1 переулка.